# Нижнє місто (Хайфа)
32°49′02″ пн. ш. 35°00′06″ сх. д. / 32.8172222° пн. ш. 35.0016667° сх. д.
Нижнє місто (івр. כרמל) — Це квартал Хайфи, розташованого в нижній центральній частині міста і об'єднує ряд центральних кварталів і основну частину ділової активності Хайфи. Нижній квартал - колиска історичного розвитку міста до утворення держави, архітектурний, історичний і морської якір, а також резиденція районного урядового комплексу.
З початку британського мандата до середини 1970-х років район був головним діловим центром Хайфи, і з першої половини першого десятиліття 21 століття до нього помітно повернулася. Станом на 2015 рік в нижньому місті проживає близько 12 120 чоловік, що складає близько 5% всіх жителів Хайфи.

## Галерея
| |
| Хмарочос Вітрило, який є найвидатнішим компонентом будівель, що складають районний урядовий офіс, покликаний координувати діяльність урядових установ у Хайфському окрузі |

|            |
| Порт Хайфи |

|                                                                                |
| Будівля Східного залізничного вокзалу Хайфи, звідси і починався сучасне місто. |

|                                            |
| Портовий зерновий термінал Держави Ізраїль |

|                                           |
| Залізнична станція Хайфа Мерказ – Хашмона |

|                                    |
| Собор Святого Пророка Іллі (Хайфа) |

|                                         |
| Проспект Бен-Гуріона та Мошава Германіт |

|                                 |
| Станція Кармеліт на Площі Париж |

|                       |
| Італійський госпіталь |

|                 |
| Хайфський музей |

|                 |
| Будівля поліції |

|              |
| Будівля суду |